# Balbina Steffenone
Balbina Steffenone (Turín, Italia, 1825-Nápoles, 1896) fue una soprano italiana.

## Biografía
Estudió en Bolonia con Teresa Bertinotti , debutando como Lucía en Macerata en 1842. Después de cantar en toda Italia, Entre 1845 y 1847 estuvo cantando en el Covent Garden de Londres. Posteriormente permaneció durante siete años en Norteamérica.
Cantó en el estreno estadounidense de Il trovatore en la Academia de Música de Nueva York, compartiendo los papeles de Leonora e Inés en la producción.  
También participó en el acto de inauguración del Himno Nacional Mexicano junto al tenor Lorenzo Salvi, el 16 de septiembre de 1854.
Continuó su carrera en Europa, apareciendo en Viena en 1859 y Nápoles, donde  se retiró en 1862.